# 1050-1059
De jaren 1050-1059 (van de christelijke jaartelling) zijn een decennium in de 11e eeuw.

## Belangrijke gebeurtenissen
- 1054 - Een supernova wordt waargenomen, die zo krachtig is dat deze ook overdag zichtbaar is. De supernovarest vormt nu de Krabnevel.

### Italië
- 1052 : Prins Guaimar IV van het vorstendom Salerno, broodheer van Humfried van Hauteville, leider van de Noormannen in Zuid-Italië wordt vermoord. Humfried en zijn kompanen rukken verder op richting Noord-Italië.
- 1053 : Slag bij Civitate. Paus Leo IX organiseert een coalitie tegen de Noormannen, die zijn gebieden plunderen. De legers van de Noormannen staan tegenover de krachten van de Kerkelijke Staat en het Heilige Roomse Rijk. De Noormannen vernietigen het pauselijke leger en zetten de paus gevangen in Benevento. Ze laten hem vrij op 12 maart 1054. Leo sterft kort daarna.
- 1057 : Humfried van Hauteville sterft, hij wordt opgevolgd door Robert Guiscard.
- 1059 : Paus Nicolaas II erkent Robert Guiscard als heerser van Zuid-Italië en heeft hem de opdracht Sicilië te veroveren.

### Byzantijnse Rijk
- 1055 : Keizer Constantijn IX Monomachos sterft.
- 1056 : Keizerin Theodora III sterft, dit betekent het einde van de Macedonische dynastie. Michaël VI Stratiotikos, minister van oorlog, volgt haar op.
- 1057 : Michaël VI wordt gedwongen een stap opzij te zetten. Isaäk I Komnenos, stichter van de Komnenendynastie, wordt de nieuwe keizer.
- 1059 : Ook aan Isaak wordt gevraagd om op te stappen. Psellus, de sterke man in het rijk, schuift Constantijn X Doukas naar voor.

### Kalifaat van de Abbasiden
- 1055 : De leider van de Seltsjoeken Togrul Beg trekt naar het westen en neemt Bagdad, de hoofdzetel van het kalifaat van de Abbasiden, in. De kalief in Bagdad wil zich bevrijden van de heerschappij van de sjiitische Boejidische emir. Als wederdienst verleent hij in 1058 aan Togrul Beg de titel van 'Sultan van het Oosten en Westen'.
- 1058 : De Boejiden krijgen steun van hun sjiitische broeders, de Fatimiden.

### Heilig Roomse Rijk
- 1056 : Keizer Hendrik III sterft, zijn weduwe Agnes van Poitou wordt regentes voor de vijfjarige Hendrik IV.

### Frankrijk
- 1054 : Slag bij Mortemer. Hendrik I van Frankrijk trekt ten strijde tegen het hertogdom Normandië, maar wordt verslagen.
- 1057 : Slag bij Varaville. Hendrik I van Frankrijk trekt opnieuw ten strijde tegen het hertogdom Normandië en wordt opnieuw verslagen

### Christendom
- 1054 - Paus Leo IX en patriarch Michael Caerularius van Constantinopel doen elkaar in de ban, waardoor het Oosters Schisma tussen het katholicisme en de Oosters-Orthodoxe Kerk wordt bekrachtigd.

## Heersers

### Europa
- Lage Landen
  - Midden-Friesland: Bruno II van Brunswijk (1038-1057), Egbert I van Meißen (1057-1068)
  - West-Frisia: Floris I (1049-1061)
  - Wassenberg/Gelre: Gerard II Flamens (1042-1052), Gerard III Flamens (1052-1058), Diederik I Flamens (1058-1082)
  - Bergen/Henegouwen: Herman (1039-1050), Richilde (1051-1070)
  - Neder-Lotharingen: Frederik van Luxemburg (1046-1065)
  - Leuven: Lambert II Balderik (1038/1041-1054), Hendrik II (1054-1079)
  - Luik: Dietwin (1048-1075)
  - Luxemburg: Giselbert (1047-1059), Koenraad I (1059-1086)
  - Namen: Albrecht II (1031-1062)
  - Utrecht: Bernold (1027-1054), Willem van Gelre (1054-1076)
  - Vlaanderen: Boudewijn V (1035-1067)

- Duitsland (Heilige Roomse Rijk): Hendrik III (1039-1056), Hendrik IV (1056-1105)
  - Bar: Sophia (1033-1093)
  - Beieren: Koenraad I (1049-1053), Hendrik VIII (1054-1054), Koenraad II (1054-1055), Agnes van Poitou (1055-1061)
  - Bohemen: Břetislav I (1035-1055), Spythiněv II (1055-1061)
  - paltsgraafschap Bourgondië: Reinoud I (1026-1057), Willem I (1057-1087)
  - Gulikgouw: Gerard II (1029-1081)
  - Istrië: Ulrich I van Weimar (1045-1070)
  - Karinthië en Verona: Welf III (1047-1055), Koenraad III (1056-1061)
  - Kleef: Rutger I (ca. 1033-1050), Rutger II (1050-1075)
  - Opper-Lotharingen: Gerard (1048-1070)
  - Noordmark: Willem van Brandenburg (1044-1056), Lothar Udo I (1056-1057), Lothar Udo II (1057-1082)
  - Oostenrijk: Adalbert (1018-1055), Ernst de Strijdbare (1055-1075)
  - Saksen: Bernhard II (1011-1059), Ordulf (1059-1072)
  - Weimar en Meißen: Willem IV (1039-1070)
  - Zwaben: Otto III (1048-1057), Rudolf van Rheinfelden (1057-1079)

- Frankrijk: Hendrik I (1031-1060)
  - Angoulême: Fulco (1048-1089)
  - Anjou: Fulco III (987-1040), Godfried II (1040-1060)
  - Aquitanië: Willem VII (1039-1058), Willem VIII (1058-1086)
  - Armagnac: Bernard II (1011-1063)
  - Blois en Dunois: Theobald III (1037-1089)
  - Boulogne: Eustaas II (1049-1088)
  - hertogdom Bourgondië: Robert I (1031-1076)
  - Chalon: Theobald (1039-1065)
  - Chiny: Lodewijk II (1025-1066)
  - Dammartin: Odo (1037-1061)
  - Eu: Willem I (1040-?), Robert I (?-ca. 1092)
  - Foix: Rogier I (1034-1064)
  - Gascogne: Bernard II van Armagnac (1039-1062)
  - Mâcon: Godfried (1049-1065)
  - Maine: Hugo IV (1036-1051), Herbert II (1051-1062)
  - La Marche: Bernard I (1005-1047), Adelbert II (1047-1088)
  - Nevers en Auxerre: Willem I (1040-1098)
  - Normandië: Willem de Bastaard (1035-1087)
  - Penthièvre: Odo I (1035-1079)
  - Ponthieu: Hugo II (1048-1052), Engelram II (1052-1053), Gwijde I (1053-1100)
  - Provence: Fulco (1018-1051), Godfried I (1018-1062), Emma (1037-1062)
  - Rouergue: Hugo (1008-1054), Bertha (1054-ca.1064)
  - Soissons: Reinoud I (1019-1057), Adelheid (1057-1105)
  - Toulouse: Pons (1037-1060)
  - Troyes en Meaux: Odo II (1047-1066)
  - Valois - Rudolf IV (1038-1074)
  - Vendôme: Godfried II van Anjou (1032-1056), Fulco van Vendôme (1056-1066)
  - Vermandois: Herbert IV (1045-1080)
  - Vexin en Amiens: Wouter III (1035-1063)

- Iberisch schiereiland:
  - Aragon: Ramiro I (1035-1063)
  - Barcelona: Raymond Berengarius I (1035-1076)
  - Leon en Castilië: Ferdinand I (1037-1065)
  - Navarra: Garcia III (1035-1054), Sancho IV (1054-1076)
  - Portugal: Mendo Nunes (1028-1050), Nuno Mendes (1050-1071)
  - Toledo: Al-Ma'mun (1043-1075)
  - Valencia: Abd al-Aziz al-Mansur (1021-1061)

- Groot-Brittannië en Ierland
  - Engeland: Eduard de Belijder (1042-1066)
  - Deheubarth: Gruffydd ap Rhydderch (1047-1055), Gruffydd ap Llywelyn (1055-1063)
  - Gwynedd en Powys: Gruffydd ap Llywelyn (1039-1063)
  - Schotland: Macbeth (1040-1057), Lulach (1057-1058), Malcolm III (1058-1093)

- Italië
  - Apulië - Drogo van Hauteville (1046-1051), Humfried van Hauteville (1051-1057), Robert Guiscard (1059-1085)
  - Benevento: Pandulf III (1033-1051, 1054-1060), Landulf VI (1038-1051, 1054-1077), Rudolf (1053-1054), Pandulf IV (1056-1074)
  - Monferrato: Otto II (1044-1084)
  - Napels: Johannes V (1036-1050), Sergius V (1050-1082)
  - Savoye: Amadeus I (1048-?), Otto (?-1060)
  - Sicilië: Hasan as-Samsam (1040-1053), Amin Asrih (1053-1069)
  - Toscane: Bonifatius III (1027-1052), Frederik (1052-1055), Beatrix van Lotharingen (1055-1076)
  - Venetië (doge): Domenico I Contarini (1043-1071)

- Scandinavië
  - Denemarken: Sven II (1047-1076)
  - Noorwegen: Harald III (1047-1066)
  - Zweden: Anund Jacob (1022-1050), Emund (1050-1060)

- Balkan
  - Byzantijnse Rijk: Constantijn IX (1042-1055), Michaël VI (1056-1057), Isaäk I (1057-1059), Constantijn X (1059-1067)
  - Dioclitië: Stefan Vojislav (1040-1052), Mihailo Vojislavljević (1052-1081)
  - Kroatië: Stefanus I (1030-1058), Peter Krešimir IV (1058-1074)

- Bretagne: Conan II (1040-1066)
- Hongarije: Andreas I (1047-1061)
- Kiev: Jaroslav de Wijze (1019-1054), Izjaslav I (1054-1078)
- Polen: Casimir I (1039-1058), Boleslaw II (1058-1079)

### Azië
- China (Song): Renzong (1022-1063)
  - Liao: Xingzong (1031-1055), Daozong (1055-1101)
  - Westelijke Xia: Yizong (1048-1068)
- Georgië: Bagrat IV (1027-1072)
- Ghaznaviden (Perzië): Abd al-Rashid (1049-1052), Toghrul (1052-1053), Farrukh-Zad (1053-1059), Ibrahim (1059-1099)
- India
  - Chalukya: Someshvara I (1042-1068)
  - Chola: Rajadhiraja I (1044-1054), Rajendra II (1054-1063)
- Japan: Go-Reizei (1045-1068)
- Khmer-rijk (Cambodja): Suryavarman I (1006-1050), Udayadityavarman II (1050-1066)
- Korea (Goryeo): Munjong (1046-1083)
- Seltsjoeken: Togrul Beg (1037-1063)
- Vietnam: Ly Thai Tong (1028-1054), Ly Thanh Tong (1054-1072)

### Afrika
- Almoraviden (Marokko): Abdallah ibn Yasin (1043-1055), Abu Bakr ibn Umar (1055-1071)
- Fatimiden (Egypte): Abu Tamil Ma'ad al-Mustansir (1036-1094)
- Maghrawaden (Fez): Hammama (1038-1040), Abou Attaf Donas Ibn Hamama (1040-1059), Fotoh ibn Donas (1059-1062)
- Ziriden (Tunesië): al-Muizz ibn Badis (1016-1062)

### Religie
- paus: Leo IX (1049-1054), Victor II (1055-1057), Stefanus IX (1057-1058), Nicolaas II (1058-1061)
  - tegenpaus: Benedictus X (1058-1059)
- patriarch van Alexandrië (Grieks): Georgius II (1020-1052), Leontius (1052-1059), Alexander II (1059-1062)
- patriarch van Alexandrië (koptisch): Christodolus (1047-1077)
- patriarch van Antiochië (Grieks): Petrus III (1028-1051), Johannes VI (1051-1062)
- patriarch van Antiochië (Syrisch): Johannes VIII (1049-1057), Athanasius V (1058-1063)
- patriarch van Constantinopel: Michaël I Cerularius (1043-1058), Constantijn III Lichoudas (1059-1063)
- katholikos-patriarch van Geheel Georgië: Ekvtime I (1049-1055), Giorgi III Taoeli (1055-1065)
- kalifaat van Bagdad (Abbasiden): Al-Qa'im I (1031-1075)

- aartsbisdom Bremen-Hamburg: Adalbert I (1043-1072)
- aartsbisdom Canterbury: Eadsige (1038-1050), Robert van Jumièges (1051-1052), Stigand (1052-1070)
- aartsbisdom Keulen: Herman II (1036-1056), Anno II (1056-1075)
- aartsbisdom Maagdenburg: Hunfried (1023-1051), Engelhard (1052-1063)
- aartsbisdom Reims: Guido van Châtillon (1033-1055), Gervais de Belleme (1055-1067)
- aartsbisdom Trier: Everhard (1047-1066)

<< · 1050 · 1051 · 1052 · 1053 · 1054 · 1055 · 1056 · 1057 · 1058 · 1059 · >>
<< · 1000-1009 · 1010-1019 · 1020-1029 · 1030-1039 · 1040-1049 · 1050-1059 · 1060-1069 · 1070-1079 · 1080-1089 · 1090-1099 · >>